# Hreppur
Un hreppur est un district rural en Islande rassemblant moins de 1000 habitants, dirigé par un hreppstjóri. Il peut regrouper des agglomérations mais ce n'est pas toujours le cas. Il s'agit d'une très ancienne unité administrative en Islande : les hreppr sont déjà mentionnés dans le Jónsbók de 1281. Indépendamment de l'organisation politique, sa fonction consistait alors à collecter des fonds redistribués au pauvres et aux victimes de catastrophes.
Les hreppar ont aujourd'hui perdu de leur importance et sont intégrés aux communes et aux municipalités.